# Mike Salay
Mike Salay, właśc. Michael Szalai (ur. 10 czerwca 1909 w South Bend, zm. 19 listopada 1973 tamże) – amerykański kierowca wyścigowy i konstruktor samochodów. Uczestnik wyścigu Indianapolis 500 w 1948 roku. W latach 1949 oraz 1951 (samochodem własnej konstrukcji) bez powodzenia próbował zakwalifikować się do tego wyścigu.

## Starty w Indianapolis 500
| Rok  | Nr | Kwal. | Wynik | Okr. | Lider | Uwagi     |
| ---- | -- | ----- | ----- | ---- | ----- | --------- |
| 1948 | 86 | 31    | 30    | 13   | 0     | mechanika |
| 1949 | 49 | NZ    |       |      |       |           |
| 1951 | 41 | NZ    |       |      |       |           |